# 何锦国
何锦国，中华人民共和国政治人物、全国脱贫攻坚先进个人。

## 生平
何锦国任国家卫生健康委财务司司长。因在脱贫攻坚战中作出突出贡献，2021年2月25日全国脱贫攻坚总结表彰大会上，何锦国被授予“全国脱贫攻坚先进个人”。